# Selenops rapax
Selenops rapax là một loài nhện trong họ Selenopidae.
Loài này thuộc chi Selenops. Selenops rapax được Cândido Firmino de Mello-Leitão miêu tả năm 1929.